# الحزب الليبرالي الأسترالي
الحزب الليبرالي الأسترالي (بالإنجليزية: Liberal Party of Australia، واختصارًا: LP) حزب سياسي رائد، من أحزاب وسط اليمين، في أستراليا، وهو أحد الحزبين الرئيسيين في السياسة الأسترالية، جنبًا إلى جنب مع حزب العمال الأسترالي، الذي ينتمي لأحزاب اليسار المعتدل. تأسس عام 1944 خلفًا لحزب أستراليا المتحدة.
الحزب الليبرالي هو الحزب الأكبر والمهيمن في الائتلاف الوطني الليبرالي الذي يجمعه مع الحزب الوطني الأسترالي. دخل الحزب الليبرالي وأسلافه، باستثناء فترات قليلة، في تحالفات مماثلة على المستوى الاتحادي منذ عشرينيات القرن العشرين. سكوت موريسون، رئيس الوزراء الحالي، هو زعيم الحزب، وجوش فرايدنبرغ نائبه. انتُخب الثنائي في منصبيهما في انتخابات قيادة الحزب في أغسطس 2018، ليحل موريسون محل مالكولم تورنبول وفرايدنبرغ محل جولي إيزابيل بيشوب. تولى الائتلاف السلطة منذ الانتخابات الاتحادية عام 2013، مشكلًا حكومة توني أبوت (2013-2015) وحكومة مالكولم تورنبول (2015-2018) وحكومة سكوت موريسون الحالية.
يُعد الحزب الليبرالي حزبًا فيدراليًا ذا دوائر مستقلة في عموم الولايات الست وإقليم العاصمة الأسترالية. يتبع الحزب الليبرالي الوطني، في الإقليم الشمالي، الحزب الليبرالي. تشكل الحزب الليبرالي الوطني والحزب الوطني الليبرالي بكوينزلاند بدمج الأحزاب الليبرالية والوطنية المحلية. يمثل الحزب الليبرالي السلطة في ثلاث ولايات: نيوساوث ويلز منذ عام 2011، وتاسمانيا منذ عام 2014، وجنوب أستراليا منذ عام 2018. يمثل الحزب المعارضة في ولايات فيكتوريا وكوينزلاند وأستراليا الغربية، وفي إقليم العاصمة الأسترالية والإقليم الشمالي.
وُصفت أيديولوجيا الحزب بأنها محافظة، وليبرالية محافظة، ومحافظة ليبرالية، وليبرالية كلاسيكية. يميل الحزب الليبرالي إلى تعزيز الليبرالية الاقتصادية (التي تشير حسب الاستخدام الأسترالي إلى الأسواق الحرة والحكومات الصغيرة). كان جون هوارد والسير روبرت منزيس، زعيما الحزب السابقان، أطول رئيسي وزراء أستراليا عهدًا.

## نبذة تاريخية

### تأسيس الحزب
كان حزب أستراليا المتحدة سلف الليبراليين المباشر. يعود سلف الحزب الليبرالي الأيديولوجي، على نحو أعم، إلى الجماعات المناهضة لحزب العمال في برلمانات الكومنولث الأولى. دمج ألفرد ديكين، ثاني رئيس وزراء، في عام 1909، حزب التجارة الحرة وحزب المؤيدين لحماية الإنتاج القومي مشكلًا حزب الكومنولث الليبرالي، ردًا على تزايد شهرة حزب العمال الانتخابية. اندمج حزب الكومنولث الليبرالي مع عدد من المنشقين عن حزب العمال (بما في ذلك بيلي هيوز) لإنشاء الحزب القومي الأسترالي عام 1917. اندمج هذا الحزب بدوره مع منشقين عن حزب العمال لإنشاء حزب أستراليا المتحدة عام 1931.
أُنشئ حزب أستراليا المتحدة كتحالف محافظ جديد عام 1931، بقيادة جوزيف ليونس المنشق عن حزب العمال. اجتذب موقف ليونس، وغيره من متمردي حزب العمال، ضد مقترحات حزب العمال الراديكالية للتعامل مع الكساد الكبير، دعم المحافظين الأستراليين الصاعدين. حقق الحزب الجديد، مع استمرار معاناة أستراليا من آثار الكساد الكبير، انتصارًا ساحقًا في انتخابات عام 1931، لتواصل حكومة ليونس بعد ذلك فوزها بثلاث انتخابات متتالية. تجنبت حكومة ليونس إلى حد كبير النظرية الكنزية في الاقتصاد، واتبعت سياسة مالية أكثر تحفظًا تتلخص في خفض الديون والموازنات المتوازنة كوسيلة لتوجيه أستراليا للخروج من الكساد. تولى روبرت منزيس، بعد وفاة ليونس عام 1939، ومع اقتراب اندلاع الحرب، رئاسة الوزراء. شغل منزيس منصب رئيس الوزراء منذ عام 1939 إلى 1941، لكنه استقال من منصبه كرئيس لحكومة الأقليات، أثناء الحرب العالمية الثانية، مع أغلبية برلمانية غير قادرة على العمل. تفكك حزب أستراليا المتحدة، بقيادة بيلي هيوز، بعد تجرع هزيمة ثقيلة بانتخابات عام 1943. اندمج الحزب بولاية نيوساوث ويلز، مع حزب الكومنولث ليشكلا الحزب الديمقراطي، واندمج الحزب بولاية كوينزلاند مع حزب الشعب بكوينزلاند.
حافظ منزيس، منذ عام 1942 فصاعدًا، على صورته العامة عبر سلسلة أحاديثه الإذاعية «الشعب المنسي»، على غرار أحاديث فرانكلين روزفلت «أحاديث المدفأة» في ثلاثينيات القرن العشرين، وقد تحدث فيها عن الطبقة الوسطى بوصفها «العمود الفقري لأستراليا»، وهو ما تعتبره الأحزاب السياسية «أمرًا مفروغًا منه».

دعا منزيس إلى عقد مؤتمر للأحزاب المحافظة والجماعات الأخرى المعارضة لحزب العمال الأسترالي الحاكم، وقد عُقد المؤتمر في كانبرا في 13 أكتوبر 1944، ومرة أخرى في مدينة ألبوري بولاية نيوساوث ويلز في ديسمبر 1944. قال منزيس في معرض حديثه عن رؤيته لحركة سياسية جديدة:
… إن ما يجب أن نبحث عنه، وهو أمر في غاية الأهمية لمجتمعنا، هو إحياء حقيقي للفكر الليبرالي الذي يعمل لأجل العدالة والأمن الاجتماعيين، ولأجل السلطة الوطنية والتقدم الوطني، ولأجل التنمية الكاملة لأفراد الوطن، ولكن ليس عبر الاشتراكية الفاسدة المميتة.

ـــ روبرت منزيس
أُعلن عن تشكيل الحزب رسميًا في سيدني تاون هول في 31 أغسطس 1945. سُمي الحزب بـ«الليبرالي» تشريفًا لحزب الكومنولث الليبرالي القديم. هيمن من تبقى من أعضاء حزب أستراليا المتحدة على الحزب الجديد، وأصبحت الكتلة البرلمانية لحزب أستراليا المتحدة هي كتلة الحزب الليبرالي باستثناء عدد قليل من الأعضاء. اندمجت كذلك الرابطة الوطنية للمرأة الأسترالية، وهي منظمة نسائية محافظة قوية، في الحزب الجديد. انضم أيضًا القوميون الشباب، جماعة من الشباب المحافظين أنشأها منزيس، للحزب الجديد. أصبحت تلك الجماعة نواة دائرة الشباب في الحزب الليبرالي تحت اسم الليبراليين الشباب. كان بالحزب، بحلول سبتمبر 1945، أكثر من 90,000 عضو، كثير منهم لم يسبق أن كانوا أعضاء في أي حزب سياسي.
حلت دائرة الحزب الليبرالي بنيوساوث ويلز، بين يناير وأبريل 1945، محل الحزب الديمقراطي الليبرالي والحزب الديمقراطي. لم يصبح حزب الشعب في كوينزلاند جزءًا من الحزب الليبرالي حتى يوليو 1949، إذ أصبح الحزب منذئذ يمثل دائرة الحزب الليبرالي بكوينزلاند.

## وصلات خارجية
- الموقع الرسمي